# コーヒーカラー
コーヒーカラーは、日本の音楽ユニットである。2004年日本クラウンよりメジャーデビュー。フランスの歌手セルジュ・ゲンスブールの曲名が名前の由来。

## メンバー
- 仲山 卯月（なかやま うづき、O型、4月6日 - ）：ボーカル
恵比寿横丁にて、パリなかやまの名前で流しとしても活動している。2014年10月に代官山ブックスより『流しの仕事術』を上梓した。

### 元メンバー
- TESHI（てし、B型、5月14日 - ）：ピアノ・コーラス（2010年脱退[2]）
- コータロー：ドラム（脱退）

## ディスコグラフィ

### シングル
- 人生に乾杯を!（2004年10月21日）
- Good-Bye Everyday（2005年4月27日）
- スーパーバイザー（2006年9月20日）
- OH!米家族（2007年3月28日）
- 人生に乾杯を! 〜別れの曲〜 （2009年2月25日）

### アルバム
- すてきな瞬間（2000年3月）インディーズミニアルバム
- 黄昏メロウ（2000年10月）インディーズミニアルバム
- Good-Bye Everyday（2005年2月9日）ファーストフルアルバム
- 旅縁（2005年9月21日）ミニアルバム
- 迷走（2012年9月2日）インディーズアルバム

### DVD
- ワンマンショー（2004年8月11日）
- ワンマンショー2 人生に乾杯を! 〜別れの曲〜 (2009年6月17日)

## 出演
- どさんこワイド（札幌テレビ）
- 音箱登龍門（フジテレビ）
- けんぢと麻子のブロードバンド!ニッポン（LFX mudigi）
- スペシャにチャレンジ 音知連（スペースシャワーTV）
- 誰も知らない泣ける歌（日本テレビ）